# Nadine Visser
Nadine Visser   (Hoorn, 9 de febrer de 1995) és una atleta neerlandesa, especialista en cursa amb tanques i en cursa de relleus. Fins al 2017 competia en Heptatló. Ha participat en 3 Olimpíades. A més ha participat en Campionats del Món i ha guanyat 1 medalla de bronze en la prova dels 4x100m relleus en el Campionat d'Europa de Roma. També destaquen 4 medalles (2 d'or) en els Campionats d'Europa en pista coberta i 1 medalla de bronze en el Campionat del Món en pista coberta de Birmingham.
Actualment posseeix els rècords nacionals dels Països Baixos en les modalitats de 60 metres tanques i 100 metres tanques.

## Marques personals
| Disciplina     | Marca      | Seu               | Data                 |
| -------------- | ---------- | ----------------- | -------------------- |
| 100m tanques   | 12.36 NR   | La Chaux-de-Fonds | 14 de juliol de 2024 |
| 60m tanques    | 7.72 NR    | Apeldoorn         | 7 de març de 2025    |
| 4x100m relleus | 42.28      | Zúric             | 29 d'agost de 2019   |
| Heptatló       | 6467 punts | Götzis            | 31 de maig de 2015   |

## Trajectòria internacional
| Jocs Olímpics      | Jocs Olímpics  | Jocs Olímpics            | Jocs Olímpics  |
| Any                | Seu            | Posició                  | Prova          |
| ------------------ | -------------- | ------------------------ | -------------- |
| 2016               | Rio de Janeiro | 29a posició (1a ronda)   | 100m tanques   |
| 2016               | Rio de Janeiro | 19a posició              | Heptatló       |
| 2020               | Tòquio         | 5a posició               | 100m tanques   |
| 2020               | Tòquio         | Final (DNF)              | 4x100m relleus |
| 2024               | París          | 4a posició               | 100m tanques   |
| Campionat del món  |                |                          |                |
| 2015               | Pequín         | Final (DQ)               | 4x100m relleus |
| 2015               | Pequín         | 8a posició               | Heptatló       |
| 2017               | Londres        | 7a posició               | 100m tanques   |
| 2017               | Londres        | 7a posició               | Heptatló       |
| 2019               | Doha           | 6a posició               | 100m tanques   |
| 2022               | Eugene         | 12a posició (Semifinals) | 100m tanques   |
| 2023               | Budapest       | 10a posició (Semifinals) | 100m tanques   |
| 2023               | Budapest       | Final (DNF)              | 4x100m relleus |
| Campionat d'Europa |                |                          |                |
| 2014               | Zúric          | 14a posició (1a ronda)   | 100m tanques   |
| 2016               | Amsterdam      | 18a posició (semifinals) | 100m tanques   |
| 2018               | Berlín         | 4a posició               | 100m tanques   |
| 2022               | Múnic          | 4a posició               | 100m tanques   |
| 2024               | Roma           | 5a posició               | 100m tanques   |
| 2024               | Roma           | 3                        | 4x100m relleus |